# Административно-территориальное деление Бабаевского района
Бабаевский район — административно-территориальная единица в Вологодской области Российской Федерации. В рамках организации местного самоуправления ему соответствует одноимённое муниципальное образование Бабаевский муниципальный район.
Административный центр — город Бабаево.
- Код ОКАТО Бабаевского района — 19 205
- Код ОКТМО Бабаевского муниципального района — 19 605

## Административно-территориальные единицы

Сельсоветы Бабаевского района

Бабаевский район в рамках административно-территориального устройства, включает 1 город районного значения (Бабаево) и 18 сельсоветов:
| №  | Сельсовет             | Соответствующее муниципальное образование |
| -- | --------------------- | ----------------------------------------- |
| 1  | Афанасовский          | Борисовское СП                            |
| 2  | Борисовский           | Борисовское СП                            |
| 3  | Верхний               | Борисовское СП                            |
| 4  | Волковский            | Санинское СП                              |
| 5  | Володинский           | Бабаевское СП, ГП город Бабаево           |
| 6  | Дубровский            | Бабаевское СП                             |
| 7  | Комоневский           | Вепсское нац. СП                          |
| 8  | Новолукинский         | Борисовское СП                            |
| 9  | Новостаринский        | Борисовское СП                            |
| 10 | Плосковский           | Борисовское СП                            |
| 11 | Пожарский             | Борисовское СП                            |
| 12 | Пяжозерский           | Пяжозерское СП                            |
| 13 | Санинский             | Санинское СП                              |
| 14 | Сиучский              | Бабаевское СП                             |
| 15 | Тимошинский           | Вепсское нац. СП                          |
| 16 | Тороповский           | Тороповское СП                            |
| 17 | Центральный           | Борисовское СП                            |
| 18 | Куйский нац. вепсский | Вепсское нац. СП                          |

### История
Бабаевский район образован по постановлению Президиума ВЦИК 1 августа 1927 года в составе Череповецкого округа Ленинградской области. Постановлением ЦИК СССР от 23 сентября 1937 район присоединён к вновь образованной Вологодской области. Указом Президиума Верховного Совета РСФСР в 1959 году к Бабаевскому району была присоединена территория упразднённого Борисово-Судского района. С 13 декабря 1962 года по 12 января 1965 года, вовремя неудавшейся всесоюзной реформы по делению на сельские и промышленные районы и парторганизации, в соответствии с решениями ноябрьского (1962 года) пленума ЦК КПСС «о перестройке партийного руководства народным хозяйством», район в числе многих в СССР был временно укрупнён — был образован Бабаевский сельский район, территория которого включала территорию прежних Бабаевского и Кадуйского административных районов, а город Бабаево, наряду с Устюжной и рабочими посёлками Сазоново и Чагода — временно отошли во вновь образованный Чагодощенский промышленный район, просуществовавший до 4 марта 1964 года. Пленум ЦК КПСС, состоявшийся 16 ноября 1964 года восстановил прежний принцип партийного руководства народным хозяйством, после чего Указом Верховного Совета РСФСР от 12 января 1965 года Бабушкинский и Кадуйский административные районы были восстановлены.

## Муниципальные образования

Муниципальные образования c 2015 г.

Муниципальный район, в рамках организации местного самоуправления, делится на 7 муниципальных образований нижнего уровня, в том числе 1 городское и 6 сельских поселений.
| Муниципальное образование                | Административный центр | Административно-территориальные единицы (состав по структуре ОКАТО)                                               |
| ---------------------------------------- | ---------------------- | --- |
| городское поселение город Бабаево        | Бабаево                | город Бабаево, частично Володинский сельсовет                                                                     |
| Бабаевское сельское поселение            | Бабаево                | Володинский, Дубровский, Сиучский сельсоветы                                                                      |
| Борисовское сельское поселение           | Борисово-Судское       | Афанасовский, Борисовский, Новолукинский, Новостаринский, Плосковский, Пожарский, Верхний, Центральный сельсоветы |
| Вепсское национальное сельское поселение | Тимошино               | Комоневский, Куйский национальный вепсский, Тимошинский сельсоветы                                                |
| Пяжозерское сельское поселение           | Пяжелка                | Пяжозерский сельсовет                                                                                             |
| Санинское сельское поселение             | Санинская              | Волковский, Санинский сельсоветы                                                                                  |
| Тороповское сельское поселение           | Торопово               | Тороповский сельсовет                                                                                             |

### История муниципального устройства

Муниципальные образования в 2006—2009 гг.

Изначально в составе муниципального района к 1 января 2006 года были созданы 19 муниципальных образований, в том числе 1 городское поселение и 18 сельских поселений.
| Муниципальное образование               | Административный центр | Административно-территориальные единицы (состав по структуре ОКАТО) |
| --------------------------------------- | ---------------------- | ------------------------------------------------------------------- |
| городское поселение город Бабаево       | Бабаево                | город Бабаево, частично Володинский сельсовет                       |
| Афанасовское сельское поселение         | Малое Борисово         | Афанасовский сельсовет                                              |
| Борисовское сельское поселение          | Борисово-Судское       | Борисовский сельсовет                                               |
| Верхнее сельское поселение              | Аксентьевская          | Верхний сельсовет                                                   |
| Волковское сельское поселение           | Александровская        | Волковский сельсовет                                                |
| Володинское сельское поселение          | Володино               | Володинский сельсовет                                               |
| Дубровское сельское поселение           | Дубровка               | Дубровский сельсовет                                                |
| Куйское национальное вепсское поселение | Кийно                  | Куйский национальный вепсский сельсовет                             |
| Комоневское сельское поселение          | Горка                  | Комоневский сельсовет                                               |
| Новолукинское сельское поселение        | Новое Лукино           | Новолукинский сельсовет                                             |
| Новостаринское сельское поселение       | Новая Старина          | Новостаринский сельсовет                                            |
| Плосковское сельское поселение          | Плесо                  | Плосковский сельсовет                                               |
| Пожарское сельское поселение            | Пожара                 | Пожарский сельсовет                                                 |
| Пяжозерское сельское поселение          | Пяжелка                | Пяжозерский сельсовет                                               |
| Санинское сельское поселение            | Санинская              | Санинский сельсовет                                                 |
| Сиучское сельское поселение             | Заполье                | Сиучский сельсовет                                                  |
| Тимошинское сельское поселение          | Тимошино               | Тимошинский сельсовет                                               |
| Тороповское сельское поселение          | Торопово               | Тороповский сельсовет                                               |
| Центральное сельское поселение          | Киино                  | Центральный сельсовет                                               |

Муниципальные образования в 2009—2015 гг.

Законом Вологодской области от 13 апреля 2009 года были упразднены и объединены сельские поселения:
- Афанасовское, Новолукинское, Плосковское, Новостаринское — включены в Борисовское с центром в селе Борисово-Судское;
- Тимошинское, Куйское национальное вепсское, Комоневское — объединены в Вепсское национальное с центром в деревне Тимошино;
- Волковское — включено в Санинское с центром в деревне Санинская;
- Верхнее — включено в Центральное с центром в деревне Киино.

| Муниципальное образование                | Административный центр | Административно-территориальные единицы (состав по структуре ОКАТО)              |
| ---------------------------------------- | ---------------------- | -------------------------------------------------------------------------------- |
| городское поселение город Бабаево        | Бабаево                | город Бабаево, частично Володинский сельсовет                                    |
| Борисовское сельское поселение           | Борисово-Судское       | Афанасовский, Борисовский, Новолукинский, Новостаринский, Плосковский сельсоветы |
| Володинское сельское поселение           | Володино               | Володинский сельсовет                                                            |
| Дубровское сельское поселение            | Дубровка               | Дубровский сельсовет                                                             |
| Вепсское национальное сельское поселение | Тимошино               | Комоневский, Куйский национальный вепсский, Тимошинский сельсоветы               |
| Пожарское сельское поселение             | Пожара                 | Пожарский сельсовет                                                              |
| Пяжозерское сельское поселение           | Пяжелка                | Пяжозерский сельсовет                                                            |
| Санинское сельское поселение             | Санинская              | Волковский, Санинский сельсоветы                                                 |
| Сиучское сельское поселение              | Заполье                | Сиучский сельсовет                                                               |
| Тороповское сельское поселение           | Торопово               | Тороповский сельсовет                                                            |
| Центральное сельское поселение           | Киино                  | Верхний, Центральный сельсоветы                                                  |

Законом Вологодской области от 28 апреля 2015 года были упразднены и объединены сельские поселения:
- Володинское, Дубровское и Сиучское —  объединены в Бабаевское с административным центром в городе Бабаево;
- Пожарское и Центральное — включены в Борисовское с административным центром в селе Борисово-Судское.